# 하랄 4세

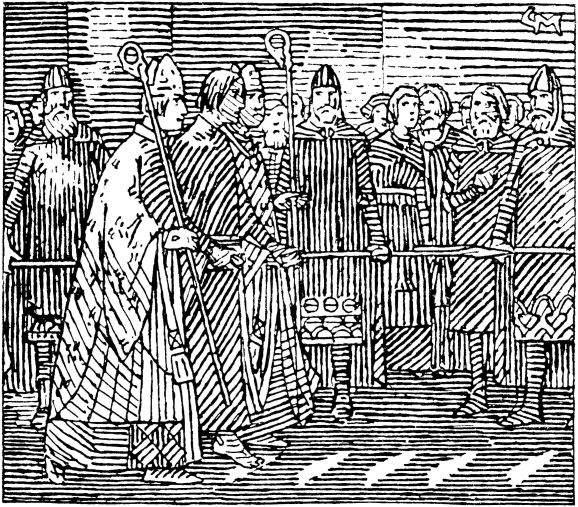
하랄 4세

하랄 4세(노르웨이어: Harald IV, 1103년경 ~ 1136년 12월 14일) 또는 하랄드 길리(고대 노르드어: Haraldr gilli, 노르웨이어: Harald Gille 하랄 길레[*]), 하랄드 길리크리스트(고대 노르드어: Haraldr gillikristr)는 노르웨이의 국왕(재위: 1130년 ~ 1136년 12월 14일)으로 길리 가 출신이다. "길리크리스트"란 그리스도의 종이라는 뜻이다.
1102년경 에린 또는 헤브리데스에서 태어났는데, 전자일 가능성이 더 높아 보인다. 하랄 4세는 어린 시절 칼리 콜손을 비롯한 노르웨이 상인들과 알고 지내면서 노르웨이에 친숙해졌다. 하랄 4세는 1127년경 노르웨이로 가서 자신이 선왕 망누스 3세가 죽기 직전에 에린에 들러 낳은 사생아라고 선언했다. 그러나 망누스 왕이 에린 여자들과의 사이에 낳은 자식이 한둘이 아니었기에 이는 매우 믿기 힘든 주장이었다. 하랄 4세는 불의 시련재판을 통과했고, 당시 노르웨이 왕 시구르 1세는 하랄 4세가 자신과 자신의 아들 망누스 4세가 죽기 전에는 왕국의 어떠한 지분도 요구하지 않을 것을 조건으로 그가 자신의 이복형제임을 공인해 주었다. 이후 하랄 4세는 1130년 시구르드가 죽을 때까지 대체로 원만하게 지냈다.
시구르드가 죽었을 때 하랄 4세는 퇸스베르그에 있었다. 그는 하우가팅그 회합을 소집하고, 이 팅그에서 하랄 4세가 나라의 절반을 다스릴 수 있다는 결정이 내려졌다. 시구르드의 아들 마그누스는 마지못해 하랄 4세와 왕국을 나누었다.
이후 4년 동안은 평화가 유지되었으나, 점차 망누스가 하랄 4세에 대한 전쟁을 공공연히 준비하기 시작했다. 1134년 8월 9일, 마그누스는 보후슬렌에서 하랄 4세를 크게 무찔렀고 하랄 4세는 덴마크로 도망갔다. 마그누스는 군대를 해산하고 베르겐으로 가서 그곳에서 겨울을 보냈다. 그러자 하랄 4세가 노르웨이로 돌아와 군대를 소집하고 성탄절이 되기 전에 베르겐에 도달했다. 마그누스에게는 사람이 얼마 없었기 때문에 도시는 쉽게 함락되었다(1135년 1월 7일). 마그누스는 붙잡혀 폐위되었고, 두 눈알을 뽑은 뒤 감옥에 들어갔다. 노르웨이의 단독왕이 된 하랄 4세는 1136년까지 나라를 다스리다가 망누스 3세의 또다른 사생아 시구르드 슬레메베댜큰에게 살해당했다.
하랄 4세는 스웨덴 왕 잉에 1세의 아들 라근발드 잉기손의 딸 잉그리드 라그나발드스도티르와 결혼했고, 그녀와의 사이에 잉에 1세를 낳았다. 몇몇 사가에 따르면 하랄 4세는 잉그리드 이전에 뱌도크와 결혼하여 그 사이에 외위스테인 2세를 낳았다고 한다. 그 외에 하랄 4세의 첩 중에는 구토름 그로바르데의 딸 토라 구토름이 있었는데, 그녀는 시구르 2세의 어머니이다. 망누스 하랄손이라는 아들도 있었는데, 1145년에 10살 나이로 죽었다. 망누스 하랄손을 포함한 하랄 4세의 네 아들들은 모두 노르웨이의 왕을 지냈다.